# Gentianella aurea
Gentiane dorée
Espèce
La Gentiane dorée (Gentianella aurea) est une espèce de plante herbacée de la famille des Gentianaceae. C'est une plante annuelle ou bisannuelle. Elle a une distribution circumpolaire, principalement le long de la côte norvégienne, avec quelques occurrences au nord de la Suède et de la Finlande, et aussi en Islande et au Groenland.